# Haplinis subdola
Haplinis subdola är en spindelart som först beskrevs av O. Pickard-Cambridge 1879.  Haplinis subdola ingår i släktet Haplinis och familjen täckvävarspindlar. Inga underarter finns listade i Catalogue of Life.